# Colubrina nicholsonii
Colubrina nicholsonii là một loài thực vật có hoa trong họ Táo. Loài này được A.E.van Wyk & Schrire mô tả khoa học đầu tiên năm 1986.